# Spartothamnella teucriiflora
Spartothamnella teucriiflora là một loài thực vật có hoa trong họ Hoa môi. Loài này được (F.Muell.) Moldenke miêu tả khoa học đầu tiên năm 1940.

## Hình ảnh

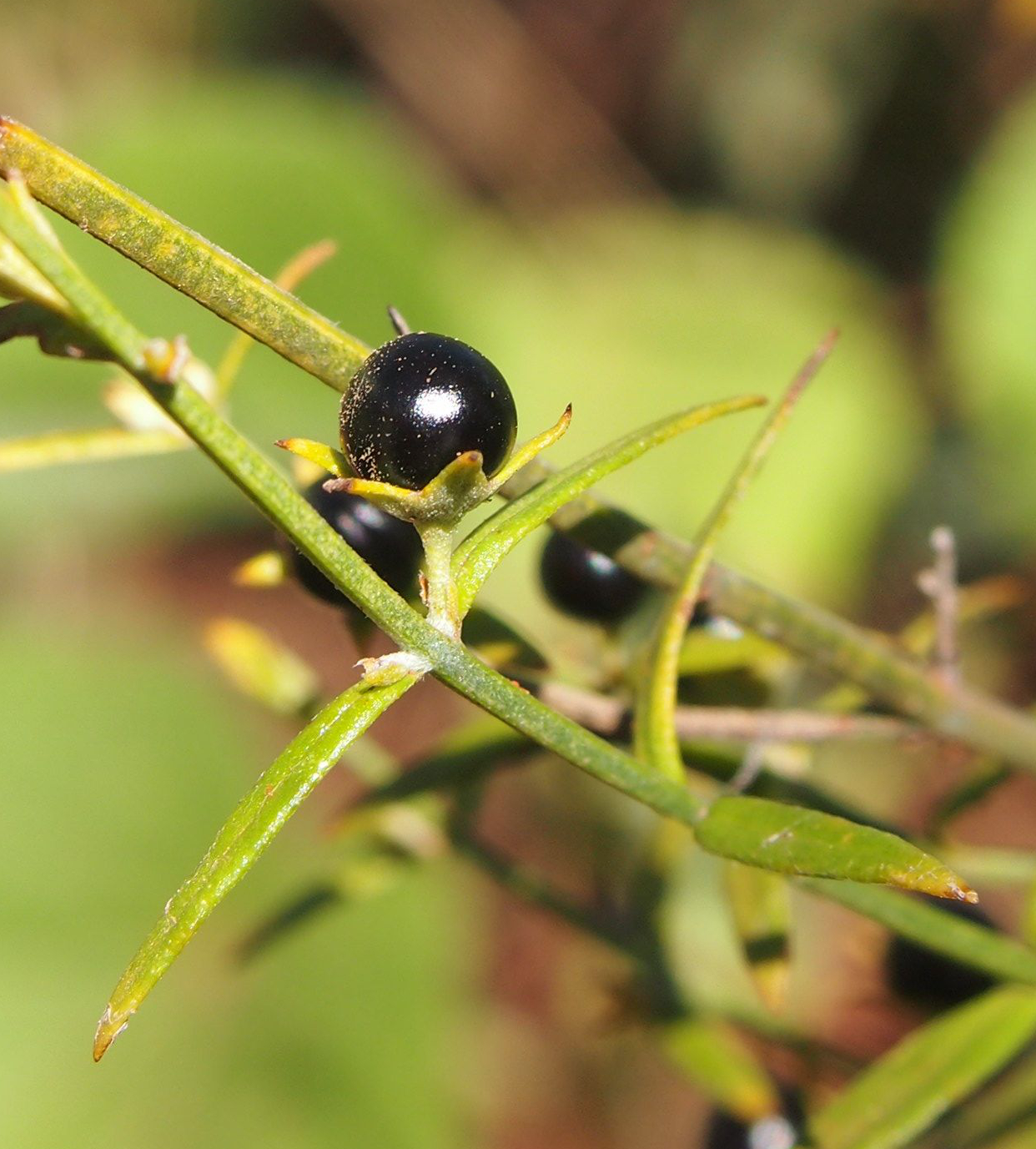
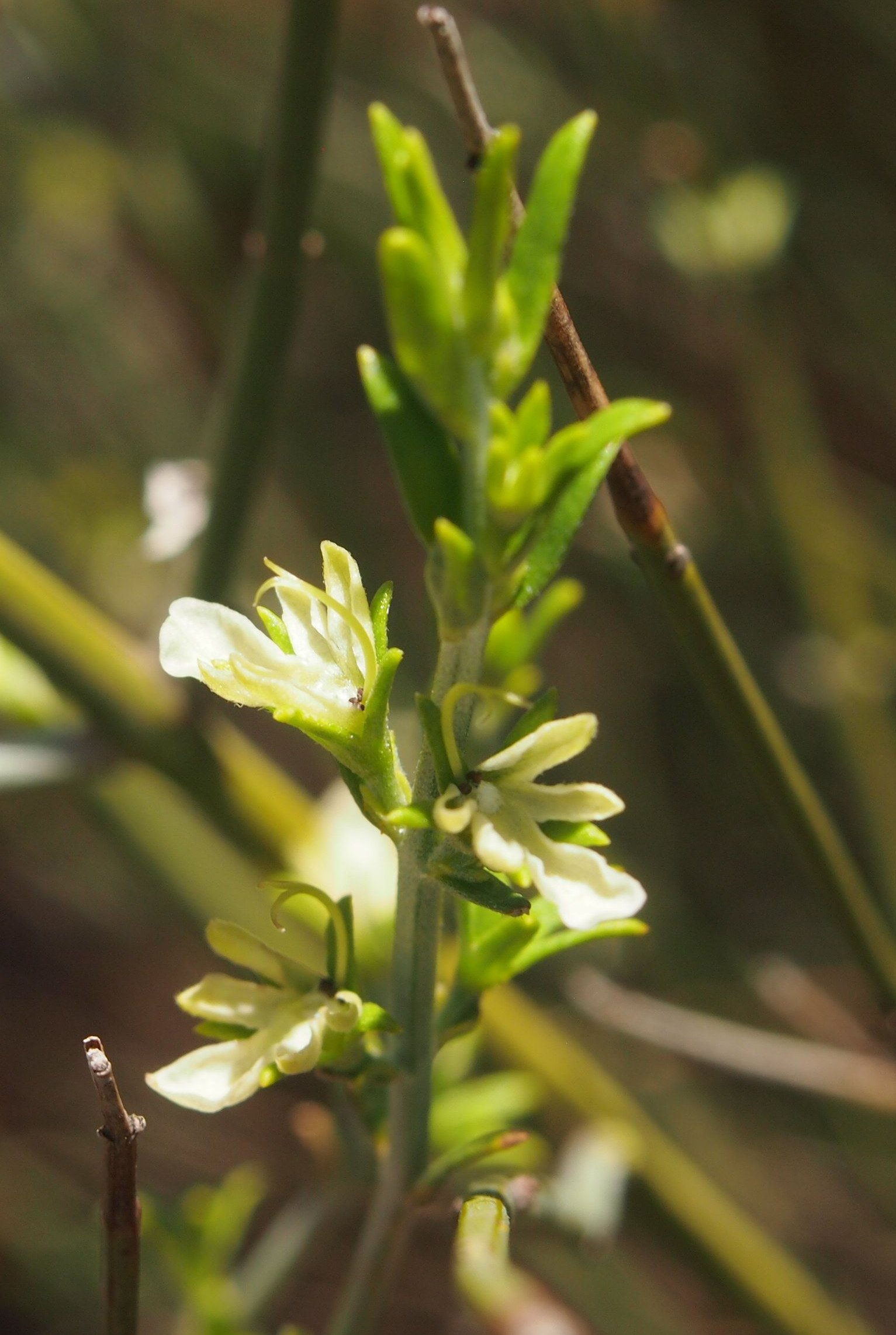
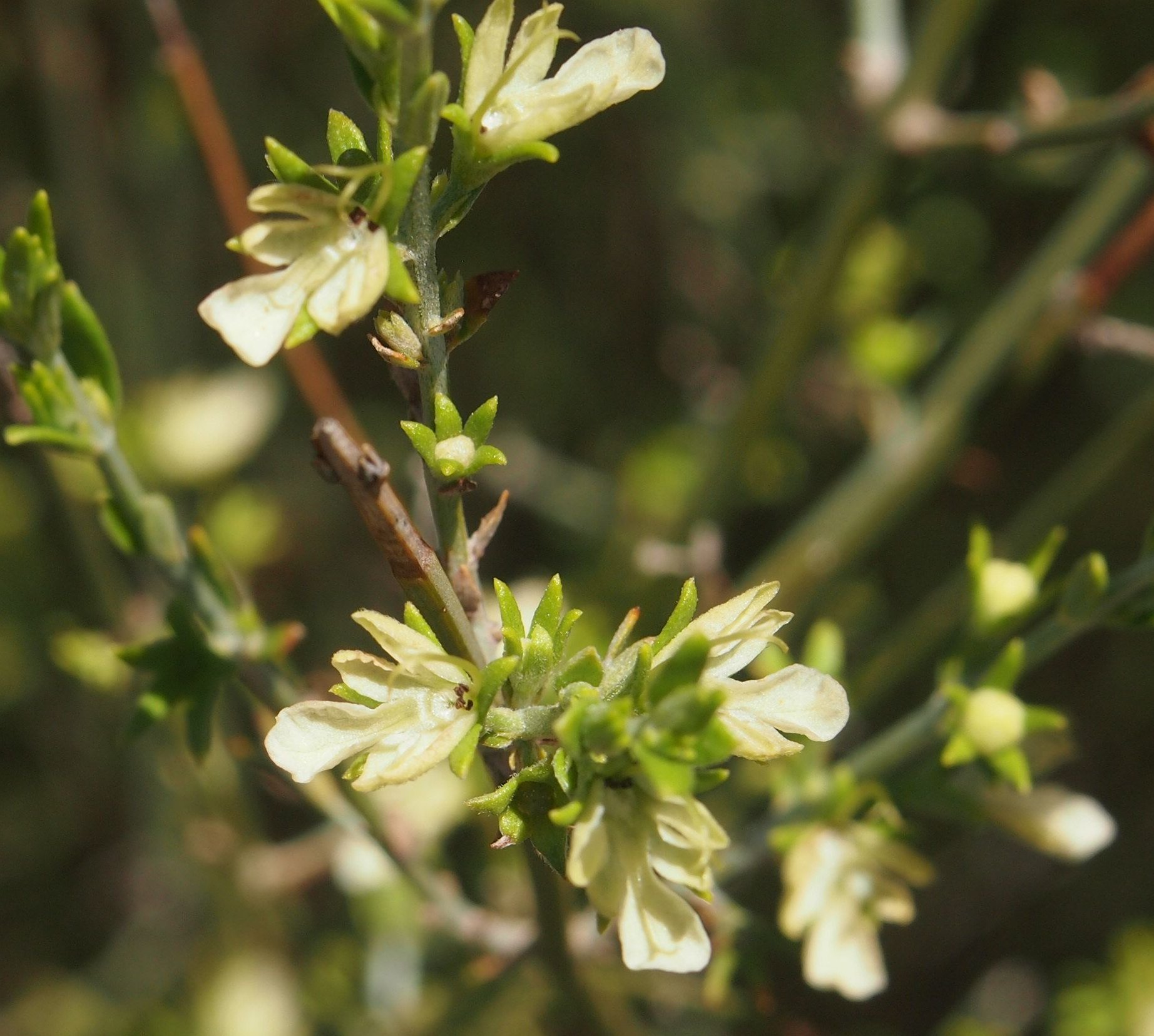
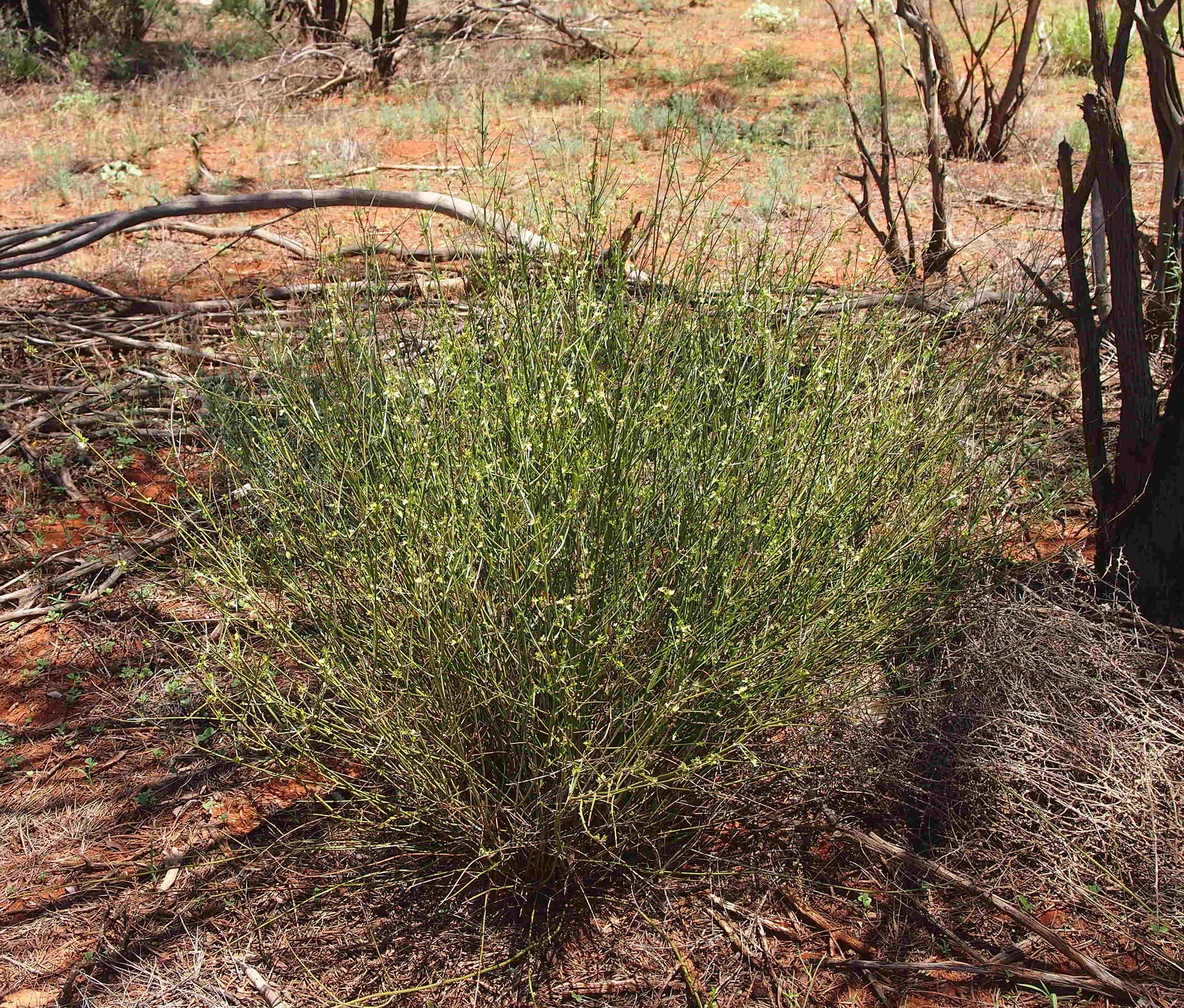